# Mélesville
Pour les articles homonymes, voir Duveyrier et Mélesville fils.
Anne-Honoré-Joseph Duveyrier dit Mélesville est un auteur dramatique français né à Paris le 13 novembre 1787 et mort à Marly-le-Roi le 6 novembre 1865.

## Biographie
Fils d'Honoré-Nicolas-Marie Duveyrier, magistrat et homme politique, et ayant débuté lui-même avec succès au barreau et dans la magistrature, il se démit, en 1814, de ses fonctions et se consacra au théâtre, où il avait fait donner trois ans plus tôt une comédie, L’Oncle rival. Il prit, par égard pour la situation de son père, le pseudonyme de « Mélesville », qu’il conserva dès lors.
Mélesville s’est exercé dans tous les genres, drames, mélodrames, comédies, vaudevilles, librettos d’opéras.
Seul ou en société avec Eugène Scribe et Delestre-Poirson, avec lesquels il signait du pseudonyme collectif d'Amédée de Saint-Marc, il est l'auteur de plus de 340 pièces de théâtre, dont quelques-unes jouirent d’une grande vogue.
Il fut aussi le collaborateur des auteurs de renom, tels Brazier, Carmouche, Bayard, Léon Laya, Dumersan et Théaulon, mais c’est avec Scribe qu’il connut ses plus constants succès.
Comme librettiste, il collabora notamment avec les compositeurs Daniel-François-Esprit Auber et Adolphe Adam.
Un grand nombre de vaudeville de Mélesville ont été traduits pour les théâtres russes.
Frère du dramaturge et idéologue saint-simonien Charles Duveyrier (1803-1866), il est le père d'Honoré-Marie-Joseph Duveyrier dit Mélesville fils (né en 1820), également auteur dramatique.
Il est inhumé au cimetière du Père-Lachaise (35e division).

## Œuvres
- 1811 : L'Oncle rival, théâtre de l'Impératrice (17 janvier)
- 1818 : Le Bourgmestre de Saardam ou les Deux Pierre, comédie héroïque en 3 actes de Mélesville, Jean-Toussaint Merle et Jean Bernard Eugène Cantiran de Boirie, musique de Schaffner, théâtre de la Porte-Saint-Martin (2 juin)
- 1818 : Les Solliciteurs et les Fous, comédie en 1 acte de Mélesville et Gabriel de Lurieu, théâtre de la Porte-Saint-Martin (17 octobre)
- 1819 : Les Deux Secrets, théâtre de la Gaîté (6 février)
- 1822 : Mémoires d'un colonel de hussards avec Eugène Scribe, théâtre du Gymnase-Dramatique (21 février)
- 1823 : Le Menteur véridique, comédie-vaudeville en 1 acte avec Scribe, Gymnase-Dramatique (24 avril)
- 1824 : Le Concert à la cour ou la Débutante, opéra-comique en un acte, paroles de Scribe et Mélesville, musique d'Auber. Joseph Meissonnier fit des arrangements pour guitare de "morceaux détachés" (1825).
- 1826 : Le Confident, vaudeville en 1 acte de Scribe et Mélesville, théâtre de Madame (5 janvier)
- 1826 : L'Ambassadeur, avec Scribe, théâtre de Madame (10 juillet)
- 1827 : Tony ou Cinq années en deux heures, avec Nicolas Brazier, théâtre des Variétés (10 février)
- 1827 : La Chatte métamorphosée en femme, avec Scribe, théâtre de Madame (3 mars)
- 1827 : Cinq heures du soir ou le Duel manqué, comédie-vaudeville en 1 acte, d'Emmanuel Théaulon et Mélesville, Pierre Carmouche, théâtre des Variétés (4 septembre)
- 1828 : Le Vieux Mari, avec Scribe, théâtre de Madame (2 mai)
- 1828 : Le Mariage impossible, vaudeville en 2 actes de Mélesville et Pierre-Frédéric-Adolphe Carmouche, théâtre des Nouveautés (5 juin)
- 1830 : Philippe, avec Scribe, théâtre de Madame (19 avril)
- 1830 : L'Oncle rival, Gymnase-Dramatique (14 décembre)
- 1831 : Le Philtre champenois, comédie en 1 acte de Mélesville et Nicolas Brazier, théâtre du Palais-Royal (19 juillet)
- 1831 : L'Enfance de Louis XII ou la Correction de nos pères, vaudeville en 1 acte d'Antoine Simonnin et Mélesville, théâtre du Palais-Royal (10 décembre)
- 1837 : Suzanne, vaudeville en 2 actes d'Eugène Guinot, Roger de Beauvoir et Mélesville, théâtre du Palais-Royal (28 novembre)
- 1840 : Le Chevalier de Saint-Georges, comédie  en 3 actes mêlée de chant de Roger de Beauvoir et Mélesville, d'après le roman de Roger de Beauvoir, théâtre des Variétés (15 février)
- 1842 : Les Circonstances atténuantes, vaudeville en 1 acte d'Eugène Labiche, Mélesville, Auguste Lefranc, théâtre du Palais-Royal (26 février)
- 1843 : Deux-Ânes, vaudeville en 1 acte de Mélesville et Pierre-Frédéric-Adolphe Carmouche, théâtre du Palais-Royal (5 février)
- 1844 : Carlo et Carlin, vaudeville en 2 actes de Mélesville et Dumanoir, théâtre du Palais-Royal (28 février)
- 1850 : Le Sopha, conte fantastique en 3 actes  mêlé de chants d'Eugène Labiche, Mélesville et Charles Desnoyer, théâtre du Palais-Royal (18 juillet)